# Francesca Cavallo
Francesca Cavallo (Taranto, Italia) es una escritora, empresaria y directora de escena italiana. Es la cocreadora de la serie de libros superventas Cuentos de buenas noches para niñas rebeldes, el proyecto de libro que más ha logrado recaudación mediante micromecenazgo en la plataforma Kickstarter.

## Trayectoria
Francesca Caballo, estudió Humanística en ciencias de la comunicación en la Universidad de Milán y dirección teatral en la Escuela de Arte Dramático Paolo Grassi.
La carrera de Cavallo comenzó en el teatro, dirigiendo una compañía. Algunas de sus obras premiadas han sido puestas en escena a lo largo de toda Europa. En este ámbito fundó Sferracavalli, un festival internacional de imaginación sustentable del sur de Italia. 
En 2011, junto a Elena Favilli, fundó Timbuktu Labs, la cual publica una revista infantil para iPad, también llamada Timbuktu, donde es desde entonces directora creativa. En esa empresa publicó en 2012 el primer volumen digital de Cuentos de buenas noches para niñas rebeldes, una compilación de biografías de mujeres destacadas a lo largo de la historia de la humanidad con el fin de reducir la predominancia masculina y destacar el papel de la mujer, acompañada de ilustraciones hechas también por artistas mujeres. Ambas empresarias lanzaron una campaña de recaudación en la plataforma Kickstarter buscando recaudar 40 mil dólares estadounidenses, pero lograron más de un millón.
Luego del éxito del libro digital, firmaron contratos en muchas editoriales del mundo para publicar el libro físico de Cuentos... y traducirlo a más de 20 idiomas.

## Obras
- Cuentos de buenas noches para niñas rebeldes volúmenes 1 y 2